# Прапор Шевченківського району (Харківська область)
Пра́пор Шевче́нківського райо́ну затверджений 24 квітня 2001 року рішенням XIII сесії XXIII скликання Шевченківської районної ради.

## Опис
Прапор району є прямокутним полотнищем (співвідношення ширини до довжини прапора — 2:3), розділеного на дві рівні частини по горизонталі. Верхня частина малинового кольору, нижня — зеленого. Прапор обрамлений китичною тасьмою жовтого кольору. Прапор району двосторонній.
Навершя древка є металевим конусом з висотою, рівною 1/10 ширини прапора, основа конуса дорівнює двом діаметрам древка, закріплюється на циліндричній основі висотою, рівною 1/20 ширини прапора.
Еталонний зразок прапора міститься в Шевченківській районній раді та районній державній адміністрації.